# KRT25
KRT25 هوَ كيراتين يُشَفر بواسطة جين KRT25 في الإنسان.